# 무증상

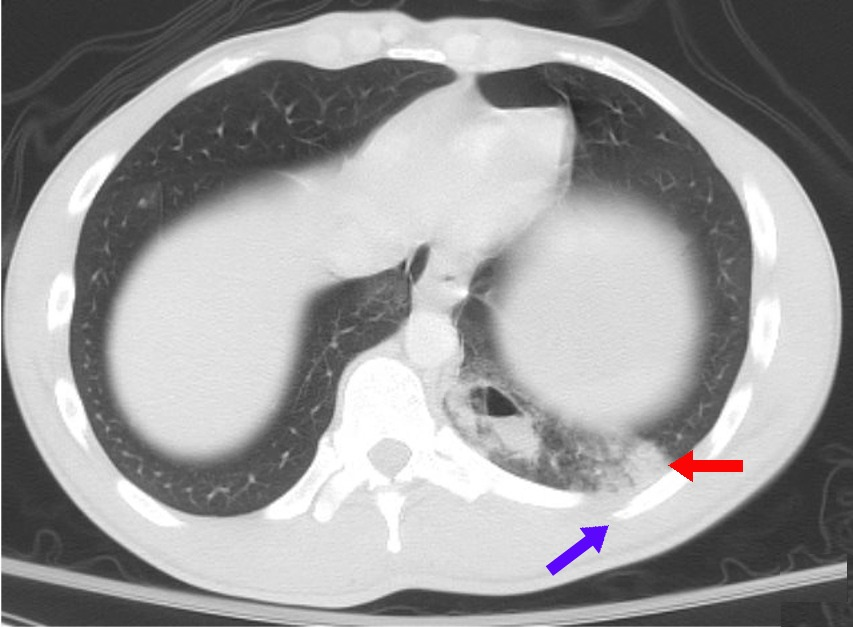
외상으로 인한 폐 좌상은 초기 진단에서 증상이 나타나는 데 시간이 오래 걸릴 수 있기 때문에 사람들의 절반 이상이 무증상인 예시 중 하나이다. 이 사진은 환자의 CT 사진으로 폐 좌상(빨강 화살표)와 늑골 골절(파랑 화살표)를 보여준다.

의학에서, 환자가 질병 보균자이거나 감염병의 증상이 나타나지 않을 경우 질병의 무증상(無症狀, asymptomatic)이라고 한다. 무증상은 일반적으로 증상이 눈에 띄지 않을 경우 무증상으로 분류한다. 또한, 증상 없이 감염될 경우 무증상 감염이라고 한다. 또한, 무증상으로 임상적 정적이라고도 한다.
무증상의 조건을 아는 것은 다음 이유 때문에 중요하다.
- 증상이 나중에 나타날 수 있기 때문에 감시 대기나 조기 치료가 필요하다.
- 몸이 스스로 해결하거나 양성이 될 수 있다.
- 고혈압이나 고지혈증 같은 의료 문제가 발생하지 않도록 사람이 직접 치료가 필요함을 느껴야 한다.[1]
- 다음과 같은 문제를 경고할 수 있다. 예를 들어, 무증상의 갑상선 기능 저하증은 베르니케-코르샤코프 증후군이나 각기병에 취약하기 때문에 포도당 정맥 주사가 필요하다.[2]
- 무증상 보균자일 경우 자기도 모르는 사이 다른 사람에게 무증상 감염으로 전염시킬 수 있다.
- 무증상 질환의 예로 허피스바이러스과의 일부인 시토메갈로 바이러스(CMV)가 있다. "모든 신생아의 1%는 이 바이러스에 감염된 것으로 추정되지만, 대부분은 무증상이다." (Knox, 1983; Kumar et al. 1984)[3]

## 상태
환자는 엑스선 등의 의료 검사를 거치지 않는 한 무증상 질환에 감염되었음을 알 방법은 없다. 몇몇 사람들은 매우 긴 시간동안 무증상을 겪을 수 있다. 이의 일부 예가 암이다. 만약 환자가 무증상일 경우, 예방 절차를 수행해야 한다.
환자 개개인의 유전적 조건이 증상의 발현을 늦추거나 빠르게 할 수도 있다.

## 목록
이 목록들은 임상적으로 무증상으로 자주 언급되는 질병들을 나열한 것이다.
- 알캅톤뇨증
- 대동맥판막협착증
- 심방 세동
- 폐쇄성건조성귀두염
- 양성 림프 상피성 병변
- 심장 단락
- 경동맥 박리
- 경동맥 심잡음
- 해면상혈관종
- 골수성 육종
- 만성 골수성 백혈병
- 실리악 스프루
- 관상동맥질환
- 당뇨망막병증
- 본태성 과당뇨증
- 모낭피지선 낭성 과오종
- 교모세포종 (가끔)
- 고알도스테론혈증
- 포도당-6-인산탈수소효소결핍증
- 유전성 타원적혈구증
- 잠복 사시
- 고혈압
- 히스티딘혈증
- 알도스테론증
- 고지혈증
- 고프롤린혈증 타입 I
- 갑상선 기능 저하증
- 특발성 혈소판 감소성 자반증
- 홍채이개 (적게 일어남)
- 레쉬-니한증후군 (여성 보균자)
- 대혈관 전위
- 멕켈게실
- 미세소정맥 혈관종
- 승모판일탈증후군
- 세포군 B세포 림프구
- 골수지방종
- 시신경 유두 소와
- 골다공증
- 요족
- 고환과잉
- 임신 중독증
- 고혈압 전단계
- 오토골반
- 폐 좌상
- 신세뇨관산증
- 정액류
- 접형골 날개 뇌수막종
- 거미혈관종
- 비장경색 (일정하지 않음)
- 지주막하 출혈
- 편도결석
- 제2형 당뇨병
- 질 상피내 종양
- 윌슨병

## 같이 보기
- 증상
- 무증상보균자